# Geoffroi de Charny
Geoffroi de Charny, nascido por volta de 1300–1306 e morto na Batalha de Poitiers a 19 de setembro de 1356, Senhor de Lirey, Savoisy e Montfort, foi um cavaleiro francês da primeira metade dos século XIV, autor de três livros sobre cavalaria.
Portador da auriflama e conselheiro dos reis de França Filipe VI e João II, é considerado pelos seus contemporâneos como um dos melhores cavaleiros do seu tempo. Ele é referido como um "teórico" da cavalaria pelas obras que escreveu.